# Horodok (oblast de Khmelnytskyï)
Pour les articles homonymes, voir Horodok.
Horodok (en ukrainien : Городок) ou Gorodok (en russe : Городок) est une petite ville de l'oblast de Khmelnytskyï, en Ukraine. Sa population s'élevait à 16 761 habitants en 2013.

## Géographie
Horodok est arrosée par la rivière Smotrytch. Elle est située à 42 km au sud-ouest de Khmelnytskyï et à 317 km au sud-ouest de Kiev.

## Histoire
La localité a été fondée en 1362. Elle a obtenu le statut de ville en 1957.

## Population
Recensements (*) ou estimations de la population :
| 1959* | 1970*  | 1979*  | 1989*  |
| ----- | ------ | ------ | ------ |
| 8 500 | 14 506 | 16 484 | 17 686 |

| 2001*  | 2011   | 2012   | 2013   |
| ------ | ------ | ------ | ------ |
| 17 746 | 16 885 | 16 812 | 16 761 |

## Transports
Horodok se trouve à 64 km de Khmelnytskyï par le chemin de fer et à 52 km par la route.